# Jejszki járás

A Jejszki járás a Krasznodari határterületen

A Jejszki járás (oroszul Ейский муниципальный район) Oroszország egyik járása a Krasznodari határterületen. Székhelye Jejszk.

## Népesség
- 1989-ben 40 165 lakosa volt.
- 2002-ben 43 962 lakosa volt, melyből 41 228 orosz (93,8%), 1 243 ukrán, 375 örmény, 227 fehérorosz, 167 német, 129 tatár, 97 azeri, 63 görög, 30 grúz, 23 cigány, 12 adige.
- 2010-ben 44 067 lakosa volt.